# Letiště Solidarity Štětín-Goleniów
Letiště Solidarity Szczecin-Goleniów je letiště v Polsku, (polsky Port lotniczy Szczecin-Goleniów im. NSZZ „Solidarność“, kód IATA: SZZ, kód ICAO: EPSC), položené 33 km na severovýchod od Štětína, poblíž města Goleniów.

## Statistiky leteckého provozu
| Rok  | Počet cestujících | Náklad t | Pohyby letadel |
| ---- | ----------------- | -------- | -------------- |
| 2001 | 69 830            | 336      | 6 415          |
| 2002 | 76 782            | 455      | 6 424          |
| 2003 | 87 435            | 618      | 7 687          |
| 2004 | 96 208            | 579      | 7 972          |
| 2005 | 106 812           | 675      | 7 702          |
| 2006 | 182 523           | 664      | 7 908          |
| 2007 | 231 711           | 1 116    | 9 790          |
| 2008 | 297 027           | 1 113    | 11 808         |
| 2009 | 296 234           | 874      | 11 009         |
| 2010 | 280 213           | 729      | 11 258         |
| 2011 | 262 119           | 802      | 10 395         |
| 2012 | 356 006           | 740      | 11 767         |
| 2013 | 323 744           | 621      | 11 152         |
| 2014 | 287 029           | 549      | 8 253          |
| 2015 | 412 547           | 492      | 8 326          |
| 2016 | 467 877           | 575      | 8 757          |
| 2017 | 578 691           | 150      | 8 038          |
| 2018 | 598 971           | 37       | 9 133          |
| 2019 | 576 072           | 11       | 8 897          |
| 2020 | 184 802           | 5        | 5 706          |
| 2021 | 181 886           | 8        | 6 435          |
| 2022 | 419 905           | 70       | 9 370          |
| 2023 | 477 494           | 91       | 9 208          |

## Letecké společnosti a destinace
Na letiště ve Štětíně létají pravidelně následující linky (aktualizováno 28. března 2024).
| Letecká společnost | Destinace          | Destinace                   |
| ------------------ | ------------------ | --------------------------- |
| LOT                | Polsko             | Varšava-Chopin              |
| Norwegian          | Norsko             | Oslo                        |
| Ryanair            | Irsko              | Dublin                      |
| Ryanair            | Polsko             | Krakov                      |
| Ryanair            | Spojené království | Liverpool · Londýn-Stensted |
| Wizz Air           | Norsko             | Oslo-Torp                   |